# Letícia Hage
Letícia Magnani Hage (Araraquara,9 de setembro de 1990) é uma jogadora de voleibol brasileira, atuante na posição de Central foi campeã da edição do Sul-Americano Juvenil de 2008 no Peru e demalhista de bronze no Mundial Juvenil de 2009 no México, também vice-campeã na Copa Pan-Americana de 2012 no México e o tíotulo do Montreux Volley Masyers de 2013.

## Clubes[3]
| Clube                             | De        | Até       |
| --------------------------------- | --------- | --------- |
| São Caetano                       | 2007-2008 | 2010-2011 |
| Clube Esportivo Mackenzie         | 2011-2012 | 2011-2012 |
| Praia Clube                       | 2012-2013 | 2014-2015 |
| Esporte Clube Pinheiros           | 2015-2016 | 2015-2016 |
| Fluminense Futebol Clube          | 2016-2017 | 2019-2020 |
| CS Rapid Bucuresti                | 2020-2021 | 2020-2021 |
| Polskie Przetwory Pałac Bydgoszcz | 2021-2022 | 2021-2022 |
| Dentil Praia Clube                | 2022-2023 | …         |

## Prêmios

### Seleção Brasileira
- Copa Pan-Americana
  - Finalista: 2012

### Clubes
- Superliga Brasileira A
  - Campeã: 2022-23

- Copa do Brasil
  - Finalista: 2008  e 2023

- Supercopa do Brasil
  - Finalista: 2015

- Campeonato Mineiro
  - Finalista: 2022